# Lancetes backstromi
Lancetes backstromi is een keversoort uit de familie waterroofkevers (Dytiscidae). De wetenschappelijke naam van de soort is voor het eerst geldig gepubliceerd in 1924 door Zimmermann.